# Sobór Ikony Matki Bożej „Znak” w Nowym Jorku
Sobór Ikony Matki Bożej „Znak” – sobór metropolitalny Rosyjskiego Kościoła Prawosławnego poza granicami Rosji, zlokalizowany w Nowym Jorku, na Manhattanie, w jednym obiekcie z cerkwią św. Sergiusza z Radoneża oraz z pomieszczeniami administracyjnymi Synodu Kościoła.

## Historia

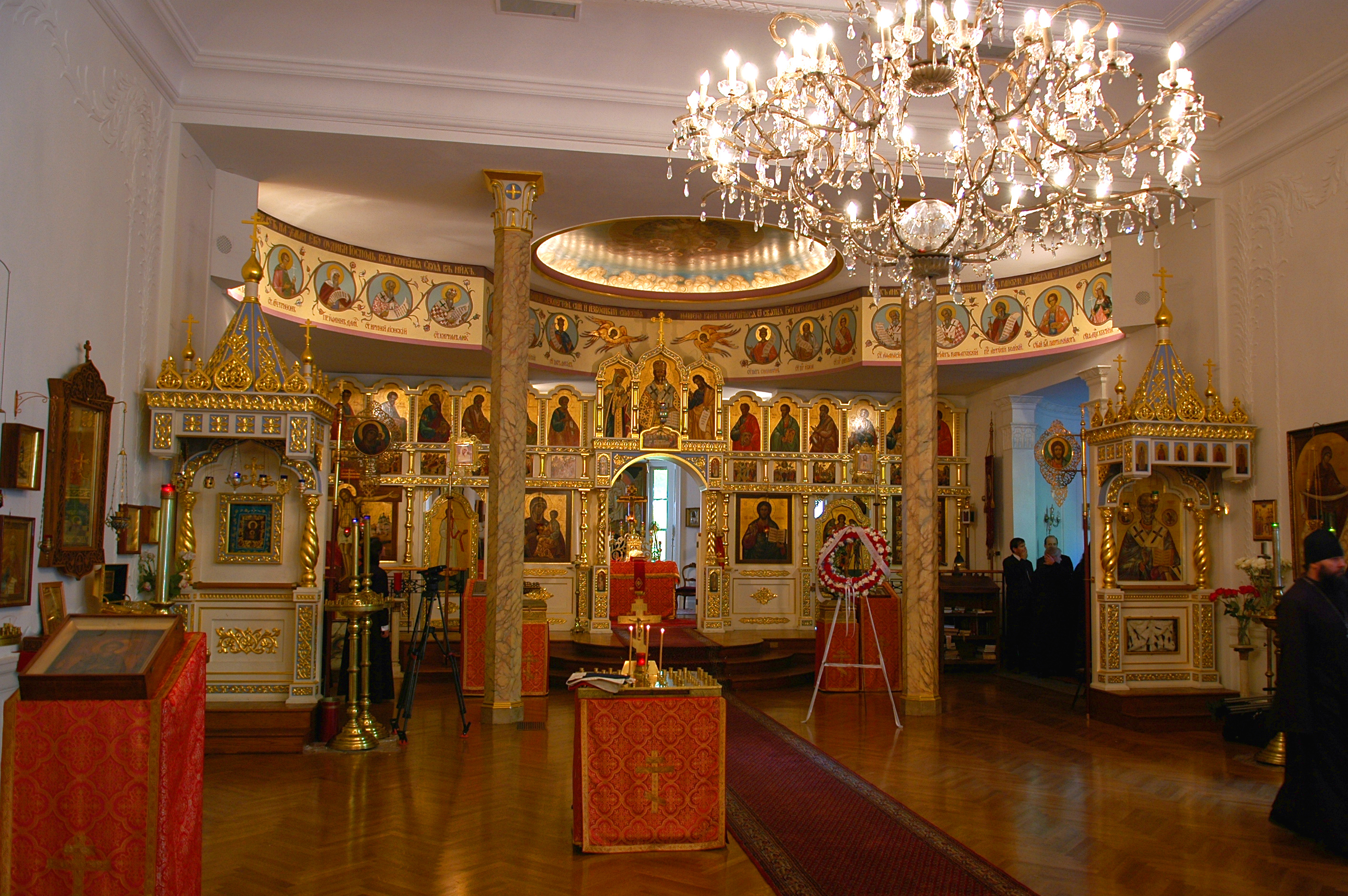
Wnętrze soboru

Budynek, w którym współcześnie mieści się sobór, został zaprojektowany przez Williama Delano dla bankiera Francisa Palmera i wzniesiony w latach 1916–1918. Jest on wzniesiony na planie prostokąta, pięciokondygnacyjny, z dachem mansardowym, z czerwonej cegły i marmuru toskańskiego. Po śmierci Palmera wdowa po nim sprzedała obiekt George'owi Bakerowi, synowi bankiera, który nabył również trzy sąsiadujące nieruchomości i dokonał przekształceń we wnętrzu posiadłości. Po śmierci Bakera w wypadku obiekt odziedziczyła w 1937 jego żona Edith. W latach 50. XX wieku sprzedała ona budynek rosyjskiemu emigrantowi Siergiejowi Semenence, który z kolei przekazał go Synodowi Rosyjskiego Kościoła Prawosławnego poza granicami Rosji z przeznaczeniem na stałą siedzibę.
Główny sobór Kościoła został urządzony w głównym hallu rezydencji i poświęcony w 1959. Ikony dla świątyni wykonał archimandryta Cyprian (Pyżow). Wyposażenie obiektu tworzą wizerunki: Kazańska Ikona Matki Bożej, ikona św. Jana z Szanghaju i San Francisco z cząstką relikwii, ikona św. Ksenii z Petersburga, św. Jana Kronsztadzkiego, św. Serafina z Sarowa, św. Mikołaja oraz św. Atanazego Synajskiego. Ponadto w cerkwi przechowywane są relikwie świętej mniszki męczennicy Barbary (Jakowlewej) oraz uznawana za cudotwórczą Kursko-Korzenna Ikona Matki Bożej „Znak”.
W soborze tradycyjnie odbywały się intronizacje kolejnych Pierwszych Hierarchów Rosyjskiego Kościoła Prawosławnego poza granicami Rosji.
W styczniu 2012 przedstawiciele Rosyjskiego Kościoła Prawosławnego poza granicami Rosji poinformowali, że bardzo zła sytuacja finansowa Kościoła może doprowadzić do utraty obiektu i likwidacji cerkwi.